# Pulsano
Pulsano est une commune italienne de 11 072 habitants de la province de Tarente, dans les Pouilles. 
Bien que la ville soit située à l'intérieur des terres, Pulsano est une commune côtière : le territoire communal, en effet, est baigné par la mer Ionienne et donne sur le golfe de Tarente avec une extension côtière d'environ 9 km. Le paysage est caractérisé par des vignes et des oliviers séculaires. 
En termes de dialecte, de culture et de traditions, Pulsano est une ville du Salento, bien qu'elle soit située à une courte distance de la capitale provinciale, Tarente.
Ses principales ressources économiques sont l'agriculture et le tourisme.
- Le château De Falconibus.

## Administration
| Période                                  | Période | Identité | Étiquette | Qualité |
| ---------------------------------------- | ------- | -------- | --------- | ------- |
|                                          |         |          |           |         |
| Les données manquantes sont à compléter. |         |          |           |         |

### Communes limitrophes
Faggiano, Leporano, Tarente.